# Novakia
Novakia is een muggengeslacht uit de familie van de paddenstoelmuggen (Mycetophilidae).

## Soorten
- N. scatopsiformis Strobl, 1893
- N. simillima Strobl, 1910